# 埃及航空864号班机空难
埃及航空864号班机是从義大利羅馬到日本東京的定期航班，途经開羅，孟買和曼谷。1976年12月25日，飛機降落時坠毁在曼谷的一个工业园区。 机上52人全部遇难，另外还有19人在坠机事故中丧生。

## 涉事飛機
这架飞机是波音707-366C，序列号为20763和序列号871，于1973年8月25日首飞。该飞机注册为SU-AXA，交付埃及航空公司，同年9月20日投入使用。 这架飞机由普惠公司的 JT3D-7 涡扇发动机提供动力。

## 事發過程
864 航班是从罗马飞往东京的定期国际客运航班，在开罗、孟买和曼谷中途停留。 机上9名机组人员和44 名乘客，864 航班接近曼谷。格林威治标准时间 20:30（当地时间 03:30），机组人员联系了进近管制员并报告了距机场无线电信标 33海里（38英里；61） 的距离。此时，据报道情况平静，在机场压力为 1007mB。機組在收到BKDPRM的雷达矢量后，开始接近21L跑道。机组人员降落時過低，將附近工廠的路燈當成跑道降落，然後理所當然的撞上工廠，飞机坠毁在位于21L跑道尽头东兩公里的城市工业区的一栋纺织厂大楼内。飞机在撞击时爆炸，机上52人全部遇难。织布厂也被摧毁，地面上有19人丧生。遇难者总数为71人，是泰國當時最為慘烈的空難，也是現在泰國第6慘烈的空難。

## 事故原因
調查指出，飛行員由於大霧看不清跑道，但不遠的工業區燈火通明，加上機組飛曼谷的次數較低，導致不熟悉路線，錯誤降落在「跑道上」。 埃及航空公司則指控曼谷控制塔台向864航班的机组人员提供的天气信息不足。 机组人员还降低了飞机的垂直速度，并且没有正确监测其高度。